# Saint-Denis-de-Jouhet
Saint-Denis-de-Jouhet es una comuna francesa situada en el departamento de Indre, en la región de Centro-Valle del Loira.

## Demografía
| 1521 | 1436 | 1348 | 1289 | 1200 | 1008 | 967 |
| Para los censos de 1962 a 1999 la población legal corresponde a la población sin duplicidades (Fuente: INSEE [Consultar]) |      |      |      |      |      |     |